# Kvarteret Regnbågen

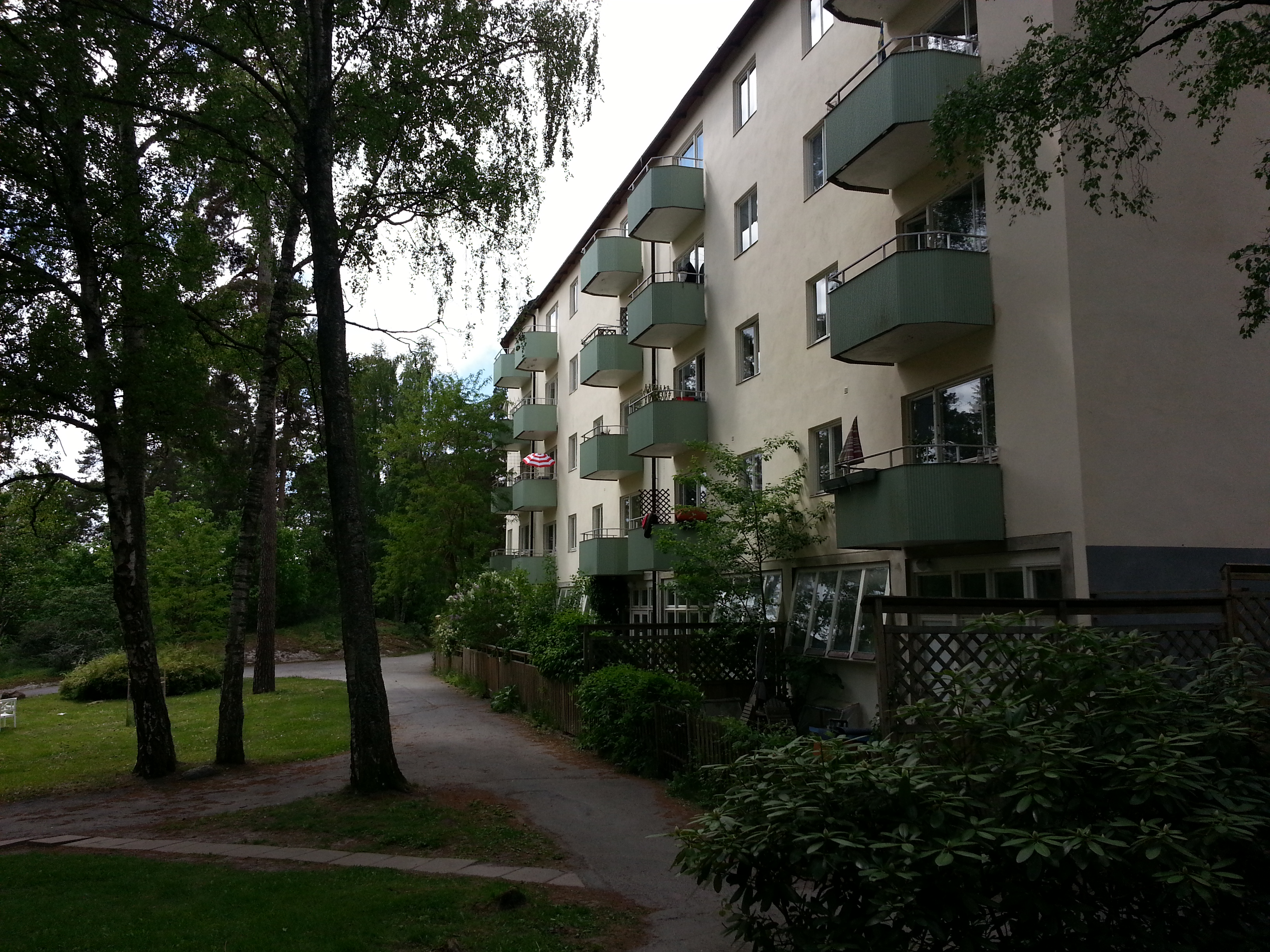
Kvarteret Regnbågen söderifrån

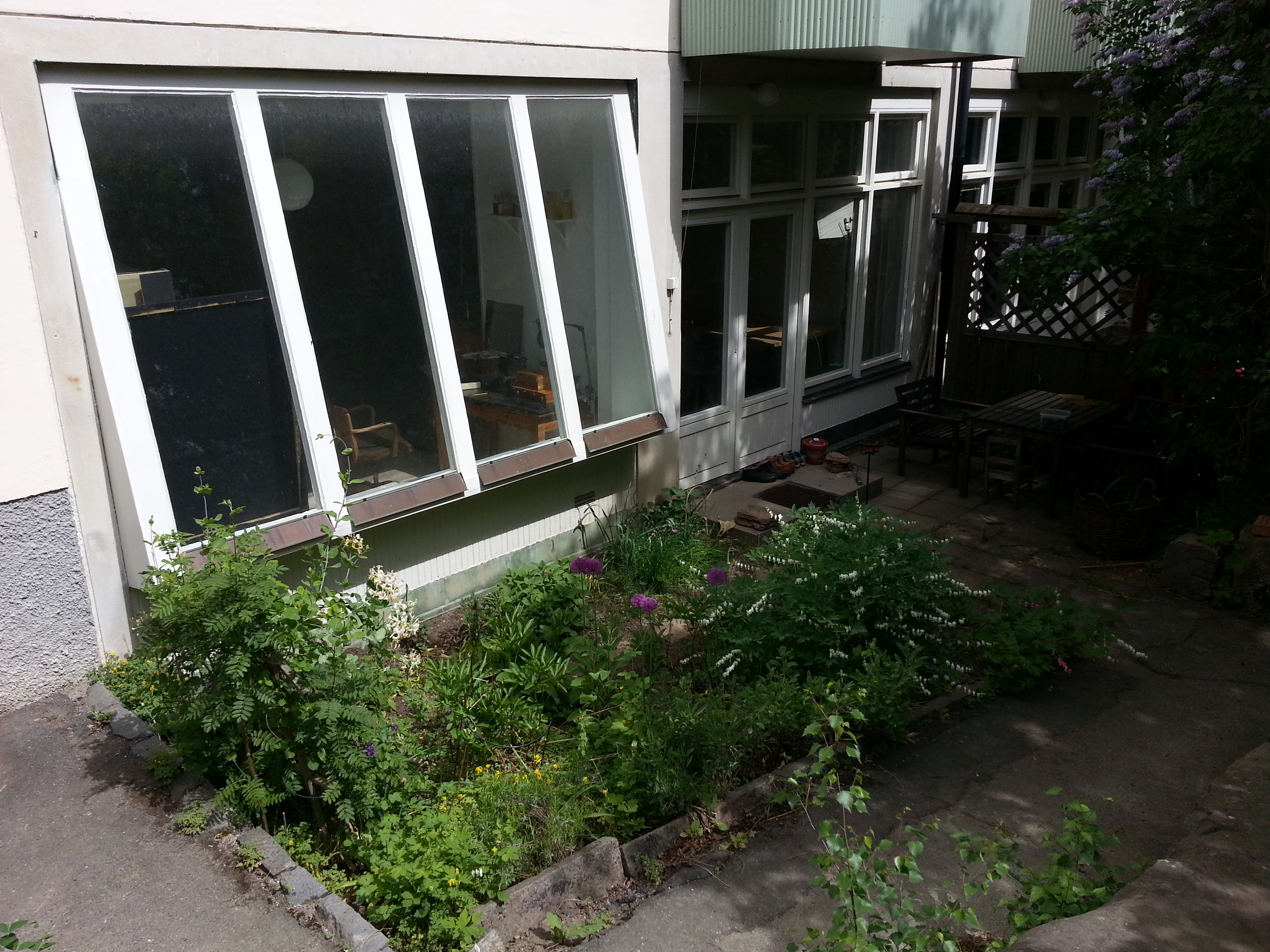
Skulpturateljéerna har lutande fönster för maximalt ljusinsläpp och egen ingång i markplan.

Kvarteret Regnbågen är en halvcirkelformad bostadslänga längs Simrishamnsvägen i Björkhagen mest känd för sina unika ateljébostäder ritade av Bengt Hidemark 1948 - själva bostadshusen gestaltades av Carl-Evin Sandberg.

## Historik
Ateljébostäderna uppfördes 1948 av KRO och Stockholms Stads Bostadsförmedling som svar på de planerade rivningarna av Hötorget och Klarakvarteren. Sergels skulpturateljé och gamla konstfack revs och fick ge plats åt Hötorgsskraporna - de många konstnärerna i kvarteren runt omkring utlokaliserades till ateljébostäder i de nybyggda förorterna.
Bostäderna med sina skulpturateljéer som av främst logistiska skäl ligger i bottenplan var tänkta att innehas av främst skulptörer till skillnad från måleriatéljeerna högst upp i Varhelyis höghus i centrala Björkhagen.
Sedan 2014 hotas ironiskt nog funktionen hos Kvarteret Regnbågens skulpturateljéer i och med förtätningen av söderförorterna, då flera höghus är planerade bara 15 meter från fönstren på ateljéerna som bara har ljusinsläpp från ett håll.